# Porwik

Porwik, rekonstrukcja wedle dyplomu nobilitacyjnego

Herb rodziny Escuyer z Fryburga

Porwik – polski herb szlachecki z nobilitacji.

## Opis herbu
Opis z wykorzystaniem klasycznych zasad blazonowania, wedle oryginalnego wizerunku z dyplomu nobilitacyjnego:
W polu srebrnym orzeł srebrny, pod którym trzy owale złote, z których pierwszy z dwoma słupami czerwonymi, drugi z trzema pasami błękitnymi, trzeci z dwoma skosami czerwonymi. Wszystkie linie krzywe. Nad tarczą hełm w koronie bez klejnotu. labry nieznanej barwy.
Juliusz Karol Ostrowski pisze o kulach, nie owalach.
Znany jest herb szwajcarskiej rodziny Escuyer z Freibourga, gdzie orzeł jest czarny i posadowiony jakby na cienkiej belce. Czarny orzeł w srebrnym polu jest właściwszy z punktu widzenia alternacji heraldycznej.
Tadeusz Gajl ukazuje herb bez labrów. Ponadto, jego orzeł ma złoty dziób i szpony.

## Najwcześniejsze wzmianki
Nadany Wojciechowi Mikołajowi d'Escuyer w 1788, potwierdzony 12 listopada 1790. Potwierdzenie przysięgi z 11 listopada 1791. Biorąc pod uwagę istnienie praktycznie identycznego herbu szwajcarskiej rodziny Escuyer, właściwsze byłoby określenie tego nadania indygenatem niż nobilitacją.

## Herbowni
Ponieważ herb pochodził z nobilitacji osobistej, prawo do niego ma tylko jedna rodzina herbownych (herb własny):
- d'Escuyer.